# Londigny
Londigny település Franciaországban, Charente megyében. Lakosainak száma 246 fő (2022. január 1.). Londigny Montjean, Saint-Martin-du-Clocher és Sauzé-entre-Bois községekkel határos.

## Népesség
A település népessége az elmúlt években az alábbi módon változott:
| Lakosok száma | 278  | 242  | 228  | 241  | 246  | 249  | 251  | 254  | 254  | 246  |
|               | 1968 | 1982 | 1990 | 2006 | 2013 | 2015 | 2017 | 2019 | 2020 | 2022 |